# Patience Cleveland
Patience Cleveland (New York, 1931. május 23. – Santa Monica, Kalifornia, 2004. május 27.) amerikai színésznő.

## Élete és pályafutása
Élete során 53 különböző produkcióban játszott.  Ezek javát televíziós sorozatok jelentik, mint a Seinfeld, a That's Life, a Drew Carey Show, az Angel, a Vészhelyzet, a Green Acres és más sorozatok. A nevéhez fűződő legjelentősebb alakítás a 2001-es Donnie Darkóban játszott „boszorkánykarakter”. 
73. születésnapja után négy nappal rákban hunyt el kaliforniai otthonában, Santa Monicában.

## Filmszerepei
- The Fisher Family (1953-1967)
- Dr. Kildare (1962-1964)
- Green Acres (1968-1970)
- My Three Sons (1968-1970)
- Family Affair (1969-1970)
- The Smith Family (1971-1972)
- A nyúlpróba (1978)
- Kung-fu - A film (1986)
- Gyilkos sorok (1989)
- Újabb éjszakai rohanás (1994)
- Földönkívüli zsaru: Sötét horizont (1994)
- Dave világa (1995)
- Szeretünk Raymond (1997)
- Szeleburdi Susan (1997)
- Caroline New Yorkban (1998)
- Ügyvédek (1999)
- Halálbiztos diagnózis (1999)
- Ötösfogat (2000)
- Vészhelyzet (2000)
- Chicago Hope kórház (2000)
- X-akták (2000)
- Édes élet olasz módra (2000-2001)
- Divatalnokok (2002)
- Őrangyal (2002)
- Szívem csücskei (2002)